# I jako Ikaros
I jako Ikarus (volně i jako Ikarův pád) (původní název: I...comme Icare) je francouzský hraný film z roku 1979, který režíroval Henri Verneuil. Děj filmu je inspirován atentátem na Johna F. Kennedyho. Snímek měl světovou premiéru 19. prosince 1979.

## Děj
22. května 1977: Nedávno znovuzvolený prezident Marc Jary je zastřelen neznámým odstřelovačem, když projíždí městem v limuzíně s otevřenou střechou, za povzbuzování tisíců jeho příznivců. O něco později, v kancelářské budově poblíž místa činu, zastřelí neznámý střelec údajného atentátníka Karla Erica Daslowa (přesmyčka jména Oswald, údajného vraha amerického prezidenta Johna F. Kennedyho ).
Vyšetřovací komise dospěla ve svém téměř rok trvajícím vyšetřování k závěru, že prezidenta Jaryho zavraždil osamělý atentátník Daslow. Generální prokurátor Volney, který je rovněž členem komise, odmítá na rozdíl od svých kolegů podepsat závěry komise, podle kterých byl Daslow paranoidní samotář, který si po činu vzal život. Řád komise stanoví, že pokud má člen komise pochybnosti o výsledku, může zahájit vyšetřování od začátku. Volney se veřejně ptá předsedy, zda na začátku vyšetřování obdržel žádost od nejvyšších vládních představitelů, aby zajistil potvrzení teorie jednoho účastníka. Předseda komise v rozpacích přiznává, že na něj byla taková žádost vznesena, a že jí neochotně vyhověl.
Volney a jeho tým pokračují ve vyšetřování a rychle narazí na nesrovnalosti. Byly falšovány důkazy, nebyli vyslechnuti svědci, nebyla provedena důležitá pitva, byla podána křivá svědectví a v souvislosti s vyšetřováním byli zavražděni očití svědci. Volney v záběru jednoho filmu diváků zjistí, že vedle Daslowa byl i druhý odstřelovač. Tento druhý střelec byl mezitím zavražděn. Volney mluví s psychologem o Daslowovi, který se zúčastnil experimentu podobného Milgramovu experimentu.
Volney zjistí, že nájemní vrazi měli podporu zpravodajských služeb. Důležitou roli musel sehrát atentátník de Palma, který stál i za vraždou zahraničních členů opozice. Dozví se také o operacích „Mínós“ a „I jako Ikarus“. Volney zjistí, že tajná služba jeho země nebo organizace v rámci tajné služby jeho země je zapojena do státních teroristických aktivit. Prezident Jary po svém zvolení oznámil, že omezí moc tajných služeb.
Při pátrání po operaci „I jako Ikarus“ volá vyšetřovatel z kanceláře své partnerce. Ta mu dává svůj výklad Ikara: Pokud je slunce bráno jako symbol pravdy, pak Ikaros ztratil křídla, protože se příliš přiblížil absolutní pravdě. V tu chvíli je Volney, stojící u okna, zastřelen odstřelovačem.

## Obsazení
| Yves Montand           | Henri Volney          |
| Jacques Sereys         | Richard Mallory       |
| Jean Négroni           | Carlos de Palma       |
| Didier Sauvegrain      | Karl Eric Daslow      |
| Michel Albertini       | Luigi Lacosta         |
| Roland Amstutz         | Gregory               |
| Jean-Pierre Bagot      | Michaël Mix           |
| Georges Beller         | Sam Kido              |
| Pierre Vernier         | Charly Feruda         |
| André Falcon           | Darsell               |
| Maurice Bénichou       | Robert Sanio          |
| Françoise Bette        | paní Bellony          |
| Roland Blanche         | Garcia Santos         |
| Benoît Brione          | Bobino                |
| Jacques Bryland        | Nicolas Rosenko       |
| Gabriel Cattand        | prezident Marc Jary   |
| Nanette Corey          | žena Henriho Volneyho |
| Jacques Denis          | Despaul               |
| Erick Desmarestz       | Bob Dagan             |
| Thierry Dewavrin       | novinář               |
| Étienne Dirand         | lékař v nemocnici     |
| Henry Djanik           | Nicky Farnese         |
| Michel Etcheverry      | Frédéric Heiniger     |
| Joséphine Fresson      | Marianne Delila       |
| Jean-François Garreaud | Vernon Calbert        |
| Jean-Claude Jay        | Albert Philippe       |
| Brigitte Lahaie        | striptérka Monique    |
| Bernard Larmande       | Lambard               |
| Daniel Léger           | Guillaume Gémenos     |
| Robert Party           | generál Anthony Baryn |
| Michel Pilorgé         | televizní reportér    |
| Roger Planchon         | David Naggara         |

## Ocenění
Film získal Grand Prix du cinéma français za nejlepší francouzský film. V roce 1980 byl nominován na filmovou cenu César v kategoriích nejlepší film, nejlepší herec (Yves Montand), nejlepší scénář (Didier Decoin a Henri Verneuil), nejlepší filmová hudba (Ennio Morricone) a nejlepší výprava (Jacques Saulnier), ale v konkurenci neobstál.